# بخش پایک (شهرستان کلارک، اوهایو)
بخش پایک (به انگلیسی: Pike Township) یک منطقهٔ مسکونی در ایالات متحده آمریکا است که در شهرستان کلارک، اوهایو واقع شده‌است.
 بخش پایک ۹۵٫۱ کیلومتر مربع مساحت و ۳٬۷۳۰ نفر جمعیت دارد و ۳۳۳ متر بالاتر از سطح دریا واقع شده‌است.